# Mithraeum III de Carnuntum
Le mithraeum III de Carnuntum a été découvert dans la partie ouest de la commune de Petronell-Carnuntum,  en Autriche,.
Il fait partie des trois mithraea de la cité antique de Carnuntum de l'ancienne province romaine de Pannonie supérieure.

## Historique
Ce sanctuaire de culte de Mithra a été découvert en 1894 par J. Dell et Carl Tragau. Probablement construit à la fin du IIe siècle apr. J.-C., ce mithraeum était l'un des plus grands édifices sacrés de la cité de Carnuntum, d'environ 35 × 8,50 m. L'édifice de plan rectangulaire, orienté d'est en ouest, se composait essentiellement d'un premier vestibule, d'une petite salle intermédiaire et de la salle de culte. L'ensemble était voûté par une structure en bois soutenue par des poutres. Le sol légèrement incliné était en pisé. Les murs et la voûte du mithraeum étaient probablement peints en noir et rouge. La salle de culte aux allures de grotte, dont le plafond en stuc était probablement peint d'un ciel étoilé, était destinée à symboliser l'univers. Le grand relief du culte de Mithra, qui représente le dieu tuant le taureau, se trouve dans le hall d'entrée du musée de Carnuntum qui expose aussi les objets trouvés dans ce mithraeum.

## Description
Le pronaos à l'est, mesurant 8,50 × 8,50 m, était environ à 1,40 m plus haut que la cella (espace de culte). Il donnait sur la petite salle intermédiaire (8,50 × 3,50 m) juste avant le sanctuaire proprement dit (23 × 8,50 m).
L'espace de culte était composé un couloir de  4 à 4,50 m de large, sur les côtés duquel se trouvaient des banquettes latérales (hauteur 0,60 m, largeur 1,50 × 1,85 m) sur environ 15 m de long en maçonnerie (pierre de carrière avec bandes de briques horizontales).

## Mobilier archéologique
- À l'extrémité est de la nef centrale se trouvait une sculpture représentant un lion dévorant une tête de bovin entre ses pattes[4].
- À côté se trouvait une coquille de pierre qui contenait probablement de l'eau bénite.
- Deux socles en pierre ont été placés sur les murs de la salle du culte faisant saillie vers l'intérieur, sur lesquels se trouvaient peut-être les reliefs des dadophores (porteurs de torche) Cautès et Cautopatès. Ils décoraient les piliers d'entrée de l'allée centrale. Leurs fragments éparpillés se trouvaient partout dans le couloir central.
- Une statuette de culte, représentant Mithra pétrogène (naissance rocheuse de Mithra)[5],[6].
- Un autel saisonnier dédié à Mithra représentant Cœlus (Dieu du ciel) flanqué d'allégories des saisons.
- Deux inscriptions de bâtiment ont été retrouvées sur le mur sud de la salle de culte, qui font état de la restauration des podiums (banquettes) des salles à manger et des murs[7].

« C(aius) Iul(ius) Propinquos (sic) pariete(m) ex voto impensa sua. »
« Caius Iulius Propinquos, suivant un vœu, construisit le mur à ses propres frais. »

### Autel de la Conférence de Carnuntum
Le pronaos était probablement l'emplacement original de l'autel de Mithra offert par les participants à la Conférence impériale de Carnuntum, commandé à l'occasion de la restauration de ce temple,.
« D(eo) S(oli) I(nvicto) M(ithrae) fautori imperii sui Iovii et Herculii religiosissimi Augusti et Caesares sacrarium restituerunt. »
« Au dieu Sol Invictus Mithra, protecteur de leur empire, les plus dévots disciples de Jupiter et d'Hercule, les Augustes et les Césars, restituèrent ce sanctuaire. »

### Tauroctonie
Le socle en brique du relief du culte était placé sur le mur arrière ouest de la salle du culte. Là, les fouilleurs ont trouvé les décombres du grand bas-relief de l'abattage du taureau du IIe siècle (tauroctonie.)
Le bas-relief original de 3,88 × 2,75 m a été peint et se composait de quatre dalles de grès de 40 à 50 centimètres d'épaisseur extraites d'une carrière à Sankt Margarethen im Burgenland. L'inscription de fondation était gravée dans la partie supérieure, qui indiquait qu'un certain Titus Flavius Viator avait commandé l'image culte.

« T(itus) Fl(avius) Viato[r] condi fe(cit) »

Les quelques fragments retrouvés ont permis de fabriquer un moulage de ce que pouvait être l'original.

## Galerie

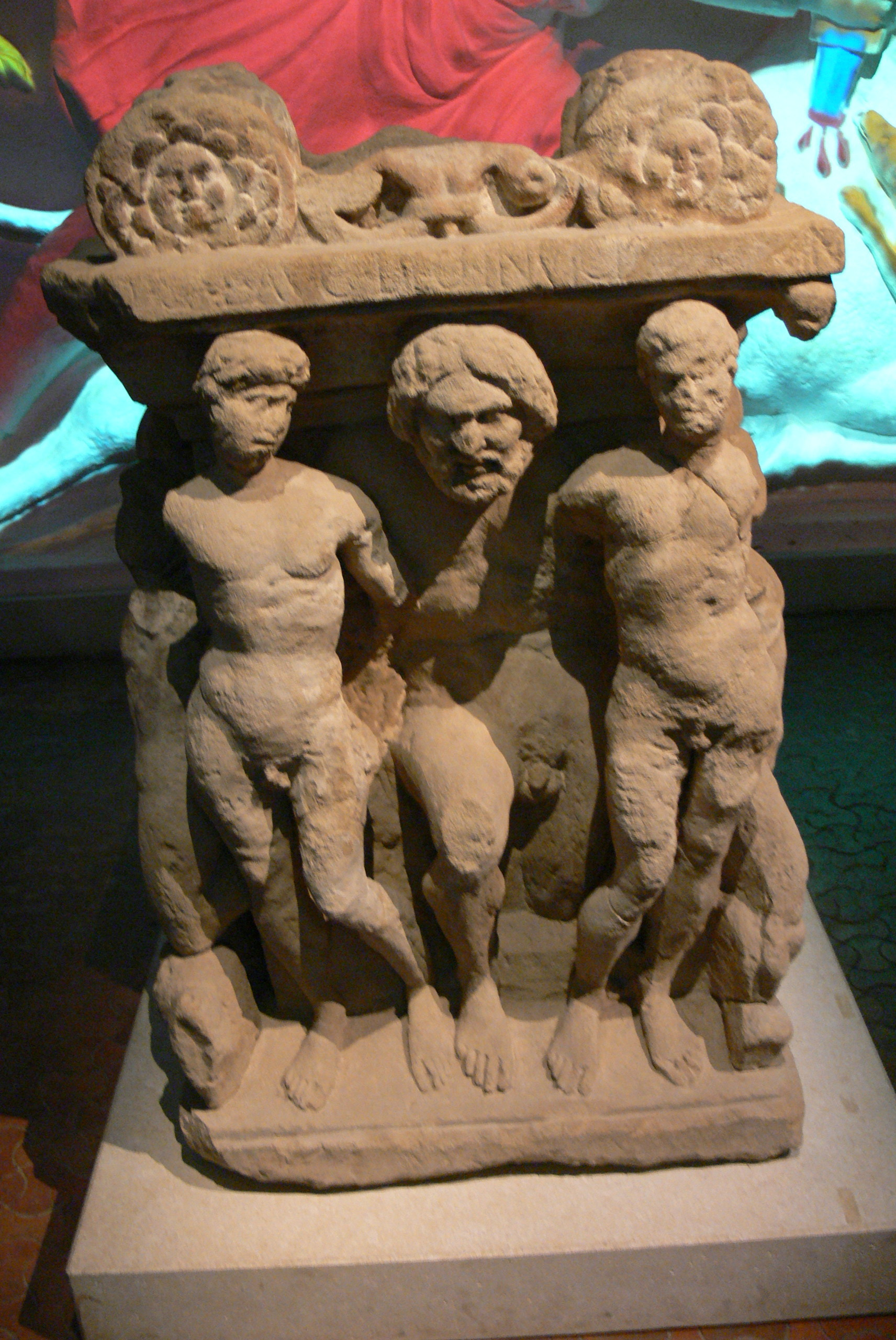
Autel dédié à Mithra représentant Caelus (le ciel) flanqué d'allégories des saisons.
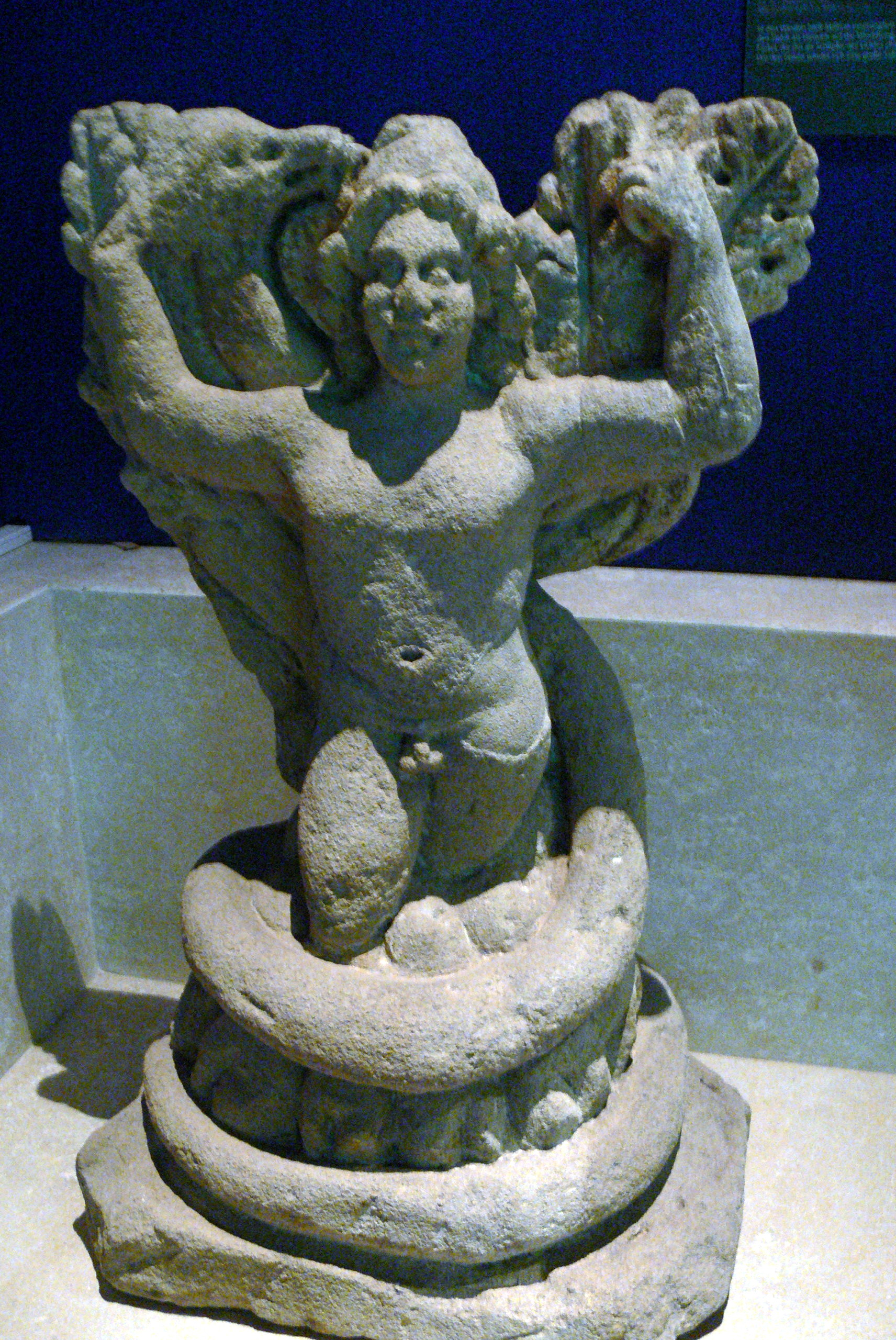
Mithra pétrogène.
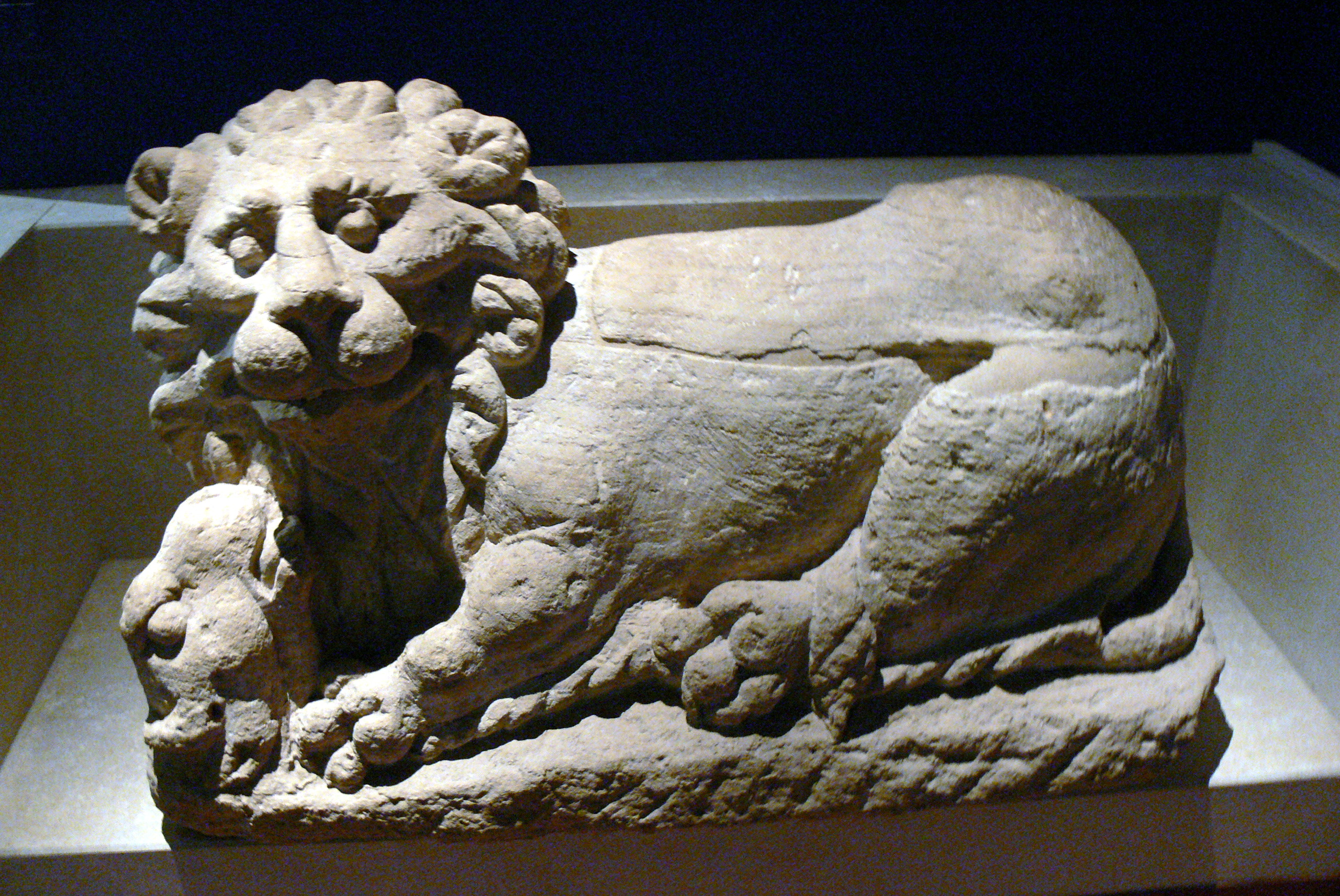
Le lion.
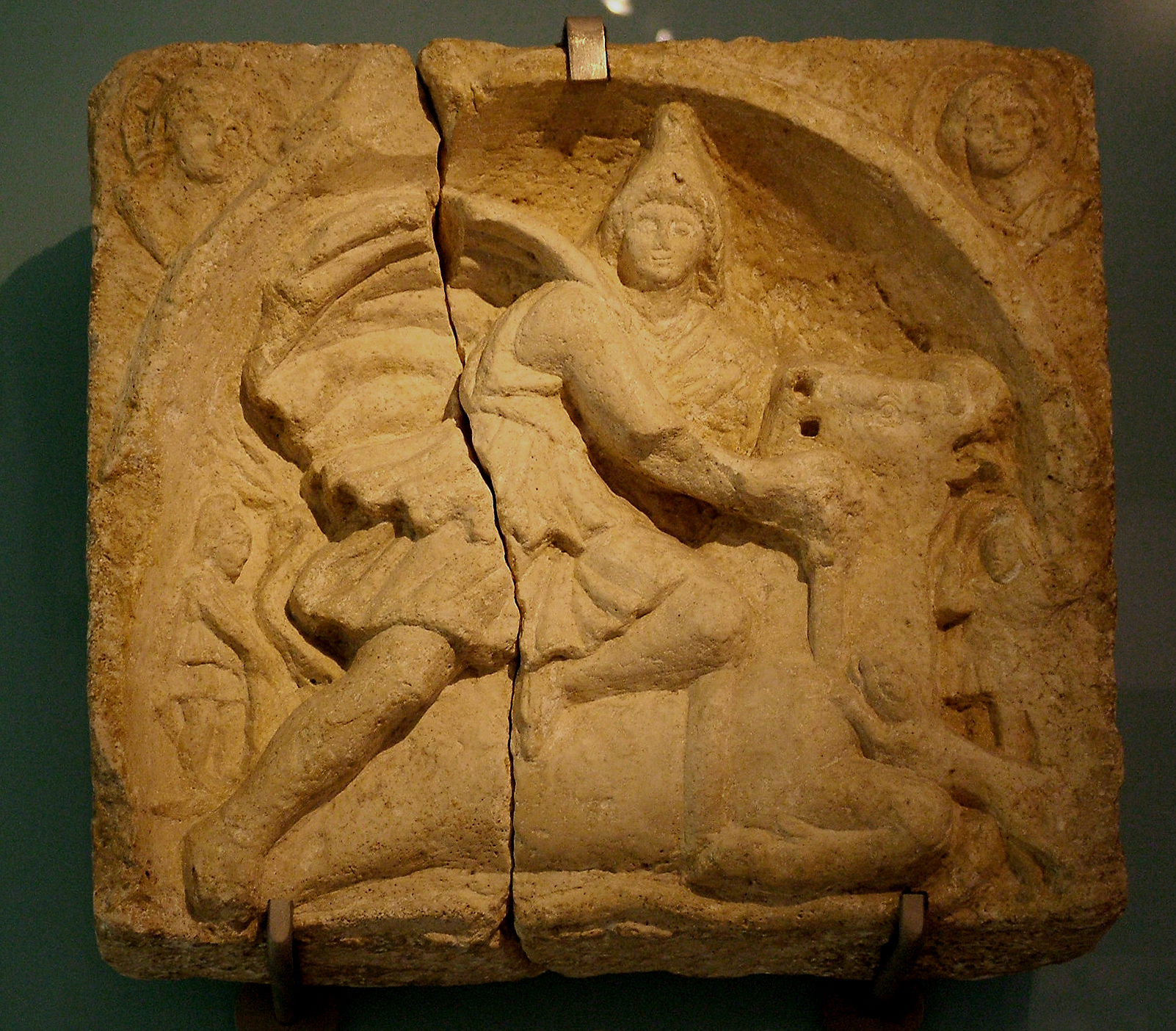
Une copie de la tauroctonie.